# Liu Haocun
Liu Haocun (chiń. upr. 刘浩存; pinyin Liú Hàocún; ur. 20 maja 2000 bądź 1998 w prowincji Jilin) – chińska aktorka. W 2016 roku dostała się do Wydział Chińskiego Tańca Ludowego w Pekińskiej Akademii Tańca z pierwszym miejscem na egzaminie artystycznym, a na drugim roku studiów podpisała kontrakt ze studiem prowadzonym przez Zhanga Yimou. Jej debiutem aktorskim była jedna z głównych ról w filmie „One Second” z 2020 roku. Rok później Liu została obsadzona u boku Jackie Chana w filmie „Jak łyse konie”, który swoją premierę miał w 2023 roku.
Aktorka jest podejrzana o ukrywanie swojego prawdziwego wieku.

## Filmografia

### Dramy
| Rok  | Tytuł             | Rola            | Stacja telewizyjna | Uwagi       | Przy. |
| ---- | ----------------- | --------------- | ------------------ | ----------- | ----- |
| 2023 | Derailment (脱轨) | Jiang Xiao Yuan | Youku              | Główna rola | [ 5 ] |

### Filmy
| Rok  | Tytuł                                | Rola           | Uwagi       | Przy.  |
| ---- | ------------------------------------ | -------------- | ----------- | ------ |
| 2020 | One Second (一秒钟)                  | Xiao Ji Lin    | Główna rola | [ 1 ]  |
| 2020 | A Little Red Flower (送你一朵小红花) | Ma Xiao Yuan   | Główna rola | [ 6 ]  |
| 2021 | Wędrowcy na krawędzi (悬崖之上)      | Xiao Lan       | Główna rola | [ 7 ]  |
| 2022 | Only Fools Rush In (四海)            | Zhou Huan Song | Główna rola | [ 8 ]  |
| 2022 | Ju ji shou (狙击手)                  |                |             | [ 9 ]  |
| 2023 | Jak łyse konie (龙马精神)            | Luo Xiao Bao   | Główna rola | [ 2 ]  |
| 2023 | Just For Meeting You (念念相忘)      | Xu Nian Nian   | Główna rola | [ 10 ] |
| 2024 | Remember Me (灿烂的她)               | Xu Jia Yi      | Główna rola | [ 11 ] |